# KZNG
Koordinaten: 34° 29′ 43″ N, 93° 1′ 27″ W
KZNG oder KZNG-AM (Branding: „News Talk 1340 KZNG“; Slogan: „ Hot Springs’ News Talk Authority “) ist ein US-amerikanischer Hörfunksender aus Hot Springs im US-Bundesstaat Arkansas. KZNG sendet im Talkradio-Format auf der Mittelwellen-Frequenz 1340 kHz. Eigentümer und Betreiber ist die US Stations, LLC.